# Eugyra novaezealandiae
Eugyra novaezealandiae is een zakpijpensoort uit de familie van de Molgulidae. De wetenschappelijke naam van de soort is voor het eerst geldig gepubliceerd in 1950 door Brewin.